# Chalid Kade
Chalid Batkerijewicz Kade (ros. Халид Баткериевич Каде, ur. w marcu 1909 w aule Afipsip w obwodzie kubańskim, zm. 15 października 1958 w Krasnodarze) – przewodniczący Komitetu Wykonawczego Rady Obwodowej Adygejskiego Obwodu Autonomicznego (1938-1940 i 1948-1949), podpułkownik Armii Radzieckiej.

## Życiorys
W 1931 został członkiem WKP(b). 
Od 1931 do 1933 odbywał służbę w Armii Czerwonej, następnie uczył się w wyższej komunistycznej szkole rolniczej w Krasnodarze, później pracował w Stacji Maszynowo-Traktorowej w Adygei jako kierownik gabinetu partyjnego i zastępca dyrektora, a od czerwca do września 1938 był instruktorem Komitetu Obwodowego WKP(b) Adygejskiego Obwodu Autonomicznego. Od września 1938 do stycznia 1940 był przewodniczącym Komitetu Wykonawczego Rady Obwodowej Adygejskiego Obwodu Autonomicznego, 2 lutego 1940 został II sekretarzem Adygejskiego Komitetu Obwodowego WKP(b).
Od listopada 1941 do 1945 służył w Armii Czerwonej. Od września 1942 do 1945 pełnił funkcję szefa Wydziału Politycznego 7 Gwardyjskiej Dywizji Piechoty, był słuchaczem kursów przygotowawczych komisarzy wojskowych przy Wojskowej Akademii Politycznej im. W.I. Lenina, a od 1945 do stycznia 1945 słuchaczem Wyższej Szkoły Partyjnej przy KC WKP(b). Miał stopień podpułkownika. 
W styczniu 1947 ponownie został II sekretarzem Komitetu Obwodowego Adygejskiego Obwodu Autonomicznego, a od sierpnia 1948 do kwietnia 1949 ponownie był przewodniczącym Komitetu Wykonawczego Rady Obwodowej Adygejskiego Obwodu Autonomicznego. Od 16 marca 1949 do 8 lutego 1954 pełnił funkcję I sekretarza Komitetu Obwodowego WKP(b)/KPZR Adygejskiego Obwodu Autonomicznego, następnie uczył się na kursach przy KC KPZR, w 1955 został kierownikiem Wydziału Towarów Przemysłowych Krasnodarskiego Komitetu Krajowego KPZR, a od 1956 do końca życia był przewodniczącym Krasnodarskiej Krajowej Rady Związku Zawodowego Pracowników Przemysłu Spożywczego.

## Odznaczenia
- Order Czerwonego Sztandaru (dwukrotnie)
- Order Wojny Ojczyźnianej I klasy
- Order Czerwonego Sztandaru Pracy (16 marca 1940)
- Order Czerwonej Gwiazdy (dwukrotnie)
- Order „Znak Honoru”